# 布萊頓 (伊利諾伊州)
布萊頓（英語：Blyton）是位於美國伊利諾伊州富爾頓縣的一個非建制地區。該地的面積和人口皆未知。

## 地理
布萊頓的座標為40°33′51″N 90°16′35″W / 40.56417°N 90.27639°W，而該地的平均海拔高度為191米（即627英尺）。